# Olympische Jugend-Sommerspiele 2014/Teilnehmer (Ungarn)
| Gelbes Symbol für Goldmedaillen mit stilisierten Olympischen Ringen | Graues Symbol für Silbermedaillen mit stilisierten Olympischen Ringen | Braundes Symbol für Bronzemedaillen mit stilisierten Olympischen Ringen |
| ------------------------------------------------------------------- | --------------------------------------------------------------------- | ----------------------------------------------------------------------- |
| 6                                                                   | 6                                                                     | 11                                                                      |

Die Jugend-Olympiamannschaft aus Ungarn für die II. Olympischen Jugend-Sommerspiele vom 16. bis 28. August 2014 in Nanjing (Volksrepublik China) bestand aus 57 Athleten.

## Athleten nach Sportarten

### Basketball
| Mädchen - Nina Aho - Dorottya Nagy - Cintia Simon - Tímea Tóth | Jungen - Kristóf Horváth - Attila Kis - Gergely Major - János Mike |

### Boxen
Jungen
- Richárd Könnyű
Bronze  Klasse bis 60 kg
- Richárd Tóth
- László Komor

### Fechten
| Mädchen - Kinga Nagy - Flóra Pásztor - Petra Záhonyi Bronze Säbel | Jungen - Patrik Esztergályos Gold Degen Silber Mixed (im Team Europa 1) |

### Gewichtheben
Jungen
- Boglárka Molnár

### Judo
| Mädchen - Szabina Gercsák Gold Klasse bis 63 kg | Jungen - Márton Sárecz |

### Kanu
| Mädchen - Luca Homonnai Silber Kajak-Einer Sprint | Jungen - Zoltán Koleszár - Milán Mozgi Silber Kajak-Einer Sprint |

### Leichtathletik
| Mädchen - Melinda Ferenczi - Klaudia Sorok - Lili Anna Tóth Bronze 2000 m Hindernis - Eszter Bajnok Bronze Dreisprung - Petra Luterán - Réka Kiss - Alexandra Kálmán - Zsofia Matild Bacskay Bronze Hammerwurf | Jungen - Márk Schmölcz Bronze Speerwurf - Bence Halász Silber Hammerwurf |

### Moderner Fünfkampf
| Mädchen - Anna Zs Tóth Silber Mixed-Staffel (mit Ricardo Vera Mexiko) | Jungen - Gergely Regős Silber Einzel |

### Radsport
| Mädchen - Lilla Megyaszai - Zsanett Tolnai | Jungen - Attila Erdélyi - Dániel Móricz |

### Schießen
Jungen
- István Péni
Bronze  Luftgewehr 10 m Einzel
Gold  Luftgewehr 10 m Mixed (mit Hadir Mekhimar   Ägypten)

### Schwimmen
| Mädchen - Melinda Novoszáth - Anna Sztankovics Bronze 50 m Brust Bronze 200 m Brust - Dalma Sebestyén - Liliána Szilágyi Gold 100 m Schmetterling Gold 200 m Schmetterling | Jungen - Benjámin Grátz Gold 200 m Lagen Silber 200 m Schmetterling - Dávid Horváth - Norbert Szabó Bronze 200 m Lagen - Tamás Kenderesi Gold 200 m Schmetterling |

### Segeln
| Mädchen - Mária Érdi | Jungen - Jonatán Vadnai Bronze Byte CII |

### Tennis
| Mädchen - Anna Bondár - Fanny Stollár Bronze Mixed Doppel (mit Kamil Majchrzak Polen) | Jungen - André Bíró |

### Tischtennis
| Mädchen - Leila Imre | Jungen - Ádám Szudi |

### Triathlon
| Mädchen - Flóra Bicsák | Jungen - Bence Lehmann Silber Mixed-Staffel (im Team Europa 3) |

### Turnen
| Mädchen - Boglárka Dévai | Jungen - Botond Kardos Silber Barren |